# Dia mundial de l'estadística
El Dia Mundial de l'Estadística és un dia internacional per celebrar l'estadística. Creat per la Comissió d'Estadística de les Nacions Unides, es va celebrar per primera vegada el 20 d'octubre de 2010. El dia se celebra cada cinc anys.
El 2010, 103 països van celebrar aquest dia mundial, entre els que hi havia 51 països africans que també celebren el Dia Mundial de l'Estadística d'Àfrica el 18 de novembre. India celebra el seu dia de l'estadística el 29 de juny, l'aniversari de l'estadística Prasanta Chandra Mahalanobis. El Royal Statistical Society del Regne Unit també té va llançar un dia mundial sobre aquesta qüestió el mateix dia, el 20 d'octubre del 2010.